# Brothers in Arms (серія відеоігор)
Brothers in Arms (укр. «Брати по зброї») — серія відеоігор у жанрі тактичного шутера від першої особи, розроблених американською компанією Gearbox Software і виданих Ubisoft; на території Росії і країн СНД основні ігри серії були видані компанією Бука. У серію ігор Brothers in Arms входять три основних (і пов'язаних між собою сюжетом) гри і сім відгалужень.
Дія серії «Брати по зброї» відбувається в часи Другої світової війни. Для відповідності ігор історичним фактам співробітники художнього відділу компанії Gearbox їздили до Франції, щоб відвідати місця боїв. Були використані архівні фотографії, аерофотознімки, карти місцевості та свідоцтва ветеранів. Примітно, що в перших двох іграх серії — Brothers in Arms: Road to Hill 30 і Brothers in Arms: Earned in Blood — існує пункт меню «Додаткові матеріали», де гравець може переглянути деякі дані, знайдені розробниками, а також побачити порівняння реальних фотознімків з ігровими кадрами і вирізані з кінцевого варіанту гри фрагменти.

## Ігри серії

### Основні
- 2005 — Brothers in Arms: Road to Hill 30 (ПК, Xbox, PlayStation 2)[1][2][3]
- 2005 — Brothers in Arms: Earned in Blood (ПК, Xbox, PlayStation 2)[4][5][6]
- 2008 — Brothers in Arms: Hell's Highway (також у розробці брала участь студія Rockstar New England) (ПК, Xbox 360, PlayStation 3)[7][8][9]

### Окремі
- 2006 — Brothers in Arms: D-Day (спільна розробка з Ubisoft Shanghai) (PlayStation Portable)[10]
- 2007 — Brothers in Arms DS (спільна розробка з Gameloft) (Nintendo DS)[11]
- 2008 — Brothers in Arms: Double Time (Wii і Macintosh)[12]
- 2008 — Brothers in Arms: Art of War (розробка Gameloft за ліцензією Gearbox) (мобільні телефони з підтримкою Java)[13]
- 2008 — Brothers in Arms (N-Gage) (розробка Gameloft за ліцензією Gearbox) (для мобільних телефонів з сервісом N-Gage)[14]
- 2008 — Brothers in Arms: Hour of Heroes (розробка Gameloft за ліцензією Gearbox) (iPhone, iPod touch і iPad)[15]
- 2010 — Brothers in Arms: Global Front (розробка Gameloft за ліцензією Gearbox) (iPhone, iPod touch і iPad)[16]

## Огляд

Кадр зBrothers in Arms: Road to Hill 30, який демонструє «соковиту» колірну гаму, обрану розробниками і рівень опрацьованості локацій.

### Brothers in Arms: Road to Hill 30
Сюжет першої частини гри — Brothers in Arms: Road to Hill 30 — розповідає історію життя молодого штаб-сержанта Метта Бейкера, службовця 101-ї десантної дивізії. Він і його взвод закинуті в один із районів Нормандії Франції. Їм належить відвоювати Карантан, взяти участь у знаменитій битві за «висоту 30» і допомогти піхоті висадитися на пляж у секторі Юта.
Ключовими особливостями гри є тактичні елементи. Гравець може спочатку вести вогонь на «придушення» супротивника (коли ворог буде поранений, або у нього закінчаться патрони) і вже потім починати вогонь, спрямований на атаку, віддаючи відповідний наказ команді. Для планування бою, в грі міститься функція «тактичною паузи», яка служить своєрідною альтернативою цим картками місцевості. По натисненню на клавішу «V», відкривається тривимірна карта території бою; карту можна обертати і перемикатися від об'єкту до об'єкту.

### Brothers in Arms: Earned in Blood
У другій частині гри розповідь ведеться від імені іншого персонажа, сержанта Джо Хартсока, що отримав прізвисько «Рудий». Хартсок служив разом з Бейкером і був одним з важливих персонажів у сюжеті попередньої гри.
Загальний рівень складності дещо зріс; з'явилася нова зброя і локації, а також був поліпшений штучний інтелект: якщо у гравця закінчаться патрони, союзник може поділитися з ним своїми.

### Brothers in Arms: Hell's Highway
Дія третьої частини серії відбувається в окупованій німцями Голландії, під час операції «Маркет Гарден», у вересні 1944у. Провальна, як потім з'ясувалося, операція була спланована фельдмаршалом Бернардом Лоу Монтгомері і полягала у відправці трьох парашутних дивізій, які повинні були приземлитися в Нідерландах, за лінією оборони противника, і захищати 3 мости в Ейндховені, Неймегені й Арнемі.

 Оповідання знову ведеться від імені Метта Бейкера.
У Brothers in Arms: Hell's Highway дещо змінена механіка ігрового процесу: функція тактичної паузи була прибрана; більшість об'єктів, розташованих на локації, стали руйнують; гравець отримав можливо стріляти з укриттів, притулившись до об'єктів; з'явилася можливість управління танком в деяких епізодах (реалізація управління схожа на таку в аркадних танкових симуляторах). Як технологічна основа, у грі використовується ігровий рушій Unreal Engine 3.5 (на противагу версії 2.0 у двох попередніх іграх), завдяки чому забезпечується більш висока якість графіки, а ігрові ролики стали складнішими з постановки.